# Герб Качі
Герб Качі затверджений 27 вересня 2004 р. рішенням Качинської селищної ради.

## Опис герба
Лазуровий щит поділений срібним вузьким перев'язом зліва; у першій частині золотий лавровий вінок, перев'язаний червоною стрічкою, на який покладені срібні лет і пропелер; у другій — три срібні вузькі хвилясті понижені пояси. 